# 羅馬奧林匹克體育場
羅馬奧林匹克體育場（義大利語：Stadio Olimpico di Roma），又稱作奧林匹高球場，是座落於意大利羅馬市北部義大利廣場旁的一座體育場，也是羅馬市內最大的體育場，也是意甲球會羅馬和拉素的共用主場球場。
羅馬奧林匹克體育場為了一九六零年奧運會而興建，於1953年5月17日落成啟用，可容納72,698名觀眾。這裡也曾舉行過1987年世界田徑錦標賽，之後為了1990年世界盃足球賽進行了改建，增加了橢圓形半透明的頂篷。
自2007/08賽季起，意大利盃決賽改為一場定勝負形式，並且規定以後的決賽於此場館舉行。
目前拉齊奧和羅馬兩隊都有意建立俱樂部所有的新主場，羅馬奧林匹克球場未來可能成為意大利國家隊的主場。

## 著名比赛
- 1968年欧洲足球锦标赛决赛，意大利2-0战胜南斯拉夫。
- 1976/77赛季欧洲冠军杯决赛，利物浦3-1战胜门兴格拉德巴赫。
- 1980年欧洲足球锦标赛决赛，西德2-1战胜比利时。
- 1983/84赛季欧洲冠军杯决赛，利物浦通过点球战胜主队罗马（常规时间1-1结束）。
- 1990年世界杯决赛，德國1-0首度战胜阿根廷。
- 1990年世界杯8強，意大利戰勝愛爾蘭
- 1995/96赛季歐洲聯賽冠軍盃决赛，尤文图斯通过点球战胜阿贾克斯（常规时间1-1结束）。
- 2008/09賽季歐洲聯賽冠軍盃決賽，巴塞罗那2-0戰勝曼聯。

## 圖集

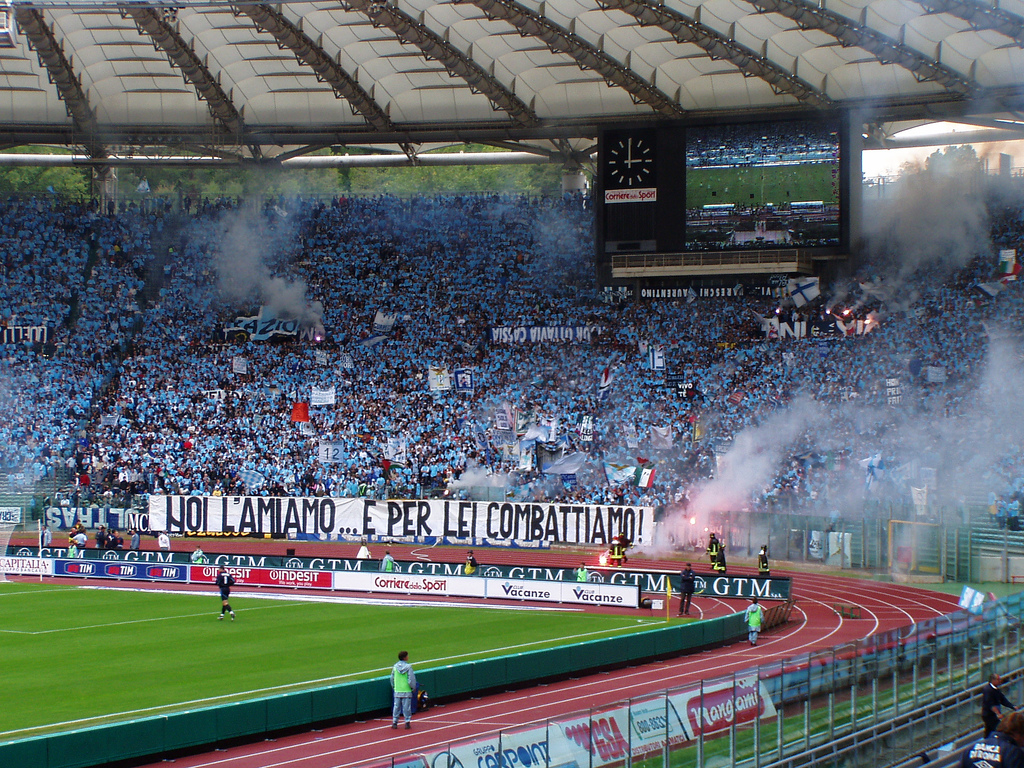

## 外部連結
- 衛星照片 （页面存档备份，存于）
- 體育場外觀 360° IPIX PANORAMA

| 前任： 墨爾本板球場 墨爾本             | 夏季奧林匹克運動會 主體育場 (奧林匹克體育場) 1960年 | 繼任： 東京奧林匹克體育場 東京             |
| 前任： 阿茲特克球場 （墨西哥墨西哥城） | 國際足協世界盃 決賽舉行場地 1990年                  | 繼任： 玫瑰碗球場 （美國洛杉磯）           |
| 前任： 安斯夏普球場 （奧地利維也納）   | 歐洲聯賽冠軍盃 決賽舉行場地 1995-96年               | 繼任： 慕尼黑奧林匹克體育場 （德國慕尼黑） |
| 前任： 盧赤尼奇球場 （俄羅斯莫斯科）   | 歐洲聯賽冠軍盃 決賽舉行場地 2008-09年               | 繼任： 巴拿貝球場 （西班牙馬德里）         |
| 前任： 赫爾辛基奧林匹克體育場 赫爾辛基 | 世界田徑錦標賽 主體育場 1987年                      | 繼任： 東京奧林匹克體育場 東京             |